# Oblak (priimek)
Oblak je priimek v Sloveniji in tujini. V Sloveniji je priimek Oblak 27. najbolj pogost priimek, ki ga je  po podatkih Statističnega urada republike Slovenije na dan 31. decembra 2007 uporabljalo 2.805 oseb, na dan 1. januarja 2010 pa 2.824 oseb in je med vsemi priimki po pogostosti uporabe zavzemal 26. mesto.

## Znani slovenski nosilci priimka
- Aleš Oblak, kognitivni znanstvenik
- Amalija Oblak Hermannsthal (1813—?), slikarka
- Anton Oblak (1871—1953), duhovnik
- Anton Oblak (1914—1973), geograf
- Anton Oblak (1886—1935), strojnik in član organizacije TIGR
- Apolonija Oblak Flander, statističarka, direktorica SURS
- Bogdan Oblak - "Hamurabi" (1947—1999), elektrotehnik, finančni publicist, avtor neuradne slov. valute Lipa
- Božo Oblak (1922—1986), zdravnik epidemiolog, higienik in socialno-medicinski strokovnjak
- Branko Oblak (*1947), nogometaš, trener
- Breda Oblak (*1937), glasbena pedagoginja, univ. profesorica
- Ciril Oblak (*1934), arhitekt
- Ciril Oblak (1953—2010), urolog
- Floris Oblak (1924—2006), slikar in grafik
- France Oblak (1845—po? 1917), pravnik, publicist, pisatelj
- Franc Oblak – Aci (*1941), izdelovalec lokov, mojster umetne obrti
- Franjo Oblak (1897—?), gozdarski strokovnjak
- Henrik Oblak (*1938), ekonomist, univ. prof.
- Ignacij Oblak (1834—1916), podobar
- Irena Oblak, zdravnica onkologinja, strok. direktorica Onkološkega inštituta
- Ivana Oblak (1853—1927), redovnica, prva slovenska učiteljica gluhonemih deklic
- Jaka Oblak (*1986), smučarski skakalec
- Jan Oblak (*1993), nogometaš
- Janez Nepomuk Oblak (1780—1858), odvetnik
- Janja Pretnar Oblak, zdravnica nevrologinja, prof. MF
- Jerica Oblak Parker (*1966), skladateljica
- Josip Oblak (1883—1956), sodnik
- Josip Ciril Oblak (1877—1951), pisatelj in esejist
- Jože Oblak (1922—?), časnikar, družb.-pol. delavec, ravnatelj Psihiatrične bonice Idrija
- Jože Oblak (1935—2021), telovadec, športni pedagog, šolnik
- Jožica Oblak Berce (1918—2006), zdravnica internistka, medicinska publicistka
- Karin Obrez Oblak, stomatologinja, čeljustna in zobna ortopedinja
- Katja Oblak (*1975), kiparka, performerka
- Lenart Oblak (*1991), biatlonec
- Leobard Oblak (Bard Iucundus) (1949—1986), slikar
- Leon Oblak (*1966), prof. BF za ekonomiko ravnanja z naravnimi viri - lesarstvo BF UL, pesnik, glasbeni tekstopisec
- Leopold Oblak (1949—2004), gospodarstvenik
- Ludvik Oblak (Cecilij Urban), bibliograf, prevajalec, pisatelj
- Luiza Oblak (1822—1909), pisateljica
- Maja Oblak (*1983), judoistka
- Majda Oblak, kiparka/kermičarka
- Maks Oblak - Milan (1917—?), partizan, politični komisar
- Maks Oblak (*1944), strojnik, univ. prof.
- Marija Oblak-Čarni (1932—2020), zgodovinarka, arhivistka
- Marjan Oblak (1926—2008), pravnik, planinski delavec
- Marko Oblak (*1957), farmacevt
- Maruša (Geymayer) Oblak (*1966), igralka
- Matej Oblak (*1965), smučarski skakalec
- Matej Oblak (*1990), biatlonec
- Milica Oblak (1925—2007), agronomka, stokovnjakinja za jagodičje
- Mojca Oblak (*1965), slikarka
- Nika Oblak (*1975), slikarka, vizualna in konceptualna umetnica
- Pavel Oblak (1922—2018), pevec, pesnik, prevajalec glasbenih besedil...
- Pavel M. Oblak, robotik
- Peter Oblak (1929—2005), stomatolog, kirurg, prof. MF
- Polde Oblak (1924—1993), pesnik in geograf
- Polde Oblak (1931—2020), slovensko-nemški slikar in grafik, utemeljitelj fragmentističnega slikarstva
- Rebeka Oblak (*2001), alpska smučarka
- Robert Oblak (*1968), nogometaš
- Rok Oblak (*1979), industrijski oblikovalec, keramika...
- Rok Oblak (*2001), smučarski skakalec
- Sara Oblak Speicher (*1985), košarkarica
- Seta Oblak (*1939), fizičarka in prevajalka
- Slavko Oblak (*1939), akademski kipar v Nemčiji
- Stanislav Oblak (1911—1979), agronom, gozdar, gospodarstvenik
- Špela Oblak, slikarka
- Tanja Oblak Črnič, komunikologinja, prof. FDV
- Tatjana Oblak Milčinski (*1966), pisateljica,gledališka& likov.ustv.; lutkarica, arhitektka
- Teja Oblak (*1983?), literatka
- Teja Oblak (*1990), košarkarica
- Tilen Oblak, dramaturg
- Tone Oblak (*1933), gledališčnik, scenograf, kipar (v Argentini)
- Valentin Oblak (1850—?), vojaški pisec
- Valentin Oblak (1875—1951), duhovnik, mučenec
- Vatroslav Oblak (1864—1896), jezikoslovec

## Znani tuji nosilci priimka
- Jan Obłąk (1913—1988), poljski rimskokatoliški škof
- Krešimir (Krešo) Oblak (1929—2014), hrvaški jazz-pianist, dirigent, skladatelj in aranžer
- Marijan Oblak (1919—2008), hrvaški rimskokatoliški škof